# Levantamiento del Ruhr
El levantamiento del Ruhr (en alemán, Ruhraufstand), también conocido como levantamiento de marzo o Ruhrkampf, fue una sublevación obrera ocurrida en la región del Ruhr, Alemania, entre marzo y abril de 1920. El levantamiento tuvo el objetivo inicial de luchar contra la extrema derecha que había protagonizado el golpe de Kapp el 13 de marzo de 1920, recibiendo el levantamiento un amplio apoyo de grupos políticos ideológicamente diferentes. Más tarde la sublevación derivó en un intento de la izquierda obrera de conquistar el poder político para establecer la dictadura del proletariado. Tras el fracaso del golpe de Kapp, el gobierno del Reich reprimió duramente el alzamiento con el ejército (Reichswehr) que contó con la ayuda de grupos paramilitares derechistas, los Freikorps.

## Historia

### Golpe de Estado de Kapp
A partir del golpe de Estado militar del 13 de marzo de 1920, llamado Putsch de Kapp protagonizado por fracciones militares y políticas derechistas y nacionalistas que logran tomar el poder en Berlín, se empieza a organizar la rebelión en el Ruhr. La negativa a unirse al golpe de la burocracia gubernamental y la mala planificación de los golpistas, hace fracasar el Putsch el 17 de marzo. Para entonces los sindicatos ya habían convocado a la huelga general y el Partido Comunista de Alemania (KPD) llamado a la lucha armada contra los golpistas, lo que desata una fuerte resistencia izquierdista por todo el país que toma una especial intensidad en la Cuenca del Ruhr, el centro minero e industrial de Alemania.

### Reacción y rebelión
Desde el 13 de marzo de 1920, primer día del golpe, se empezaron a suceder las primeras manifestaciones, con la participación, por ejemplo, de unas 20 000 personas en Bochum. Simultáneamente al desarrollo del golpe, el día 14 tuvo lugar en Elberfeld (actual Wuppertal) una reunión de representantes del KPD, el USPD y el SPD. Los trabajadores abandonaron sus diferencias y decidieron unirse en una alianza contra los rebeldes. A su vez el SPD, el USPD y el KPD firmaron una declaración conjunta para la conquista del poder político por el proletariado.
Como resultado de esta declaración y en el contexto de la huelga general que se estaba desarrollando, el gobierno central trató de forzar a trabajar a algunos trabajadores a nivel regional. En las ciudades más grandes de la región del Ruhr los recién formados consejos locales de trabajadores iban tomando el poder. Por lo general estos consejos eran dominados por afines al USPD, pero el KPD también contaba con numerosa representación e incluso los anarcosindicalistas del FAUD estaban representados. Así, en pocos días, el Ejército Rojo del Ruhr, cuya fuerza en sus primeros días se estimaba en 50 000 miembros armados, fue capaz de derrotar a las fuerzas de seguridad de la zona.

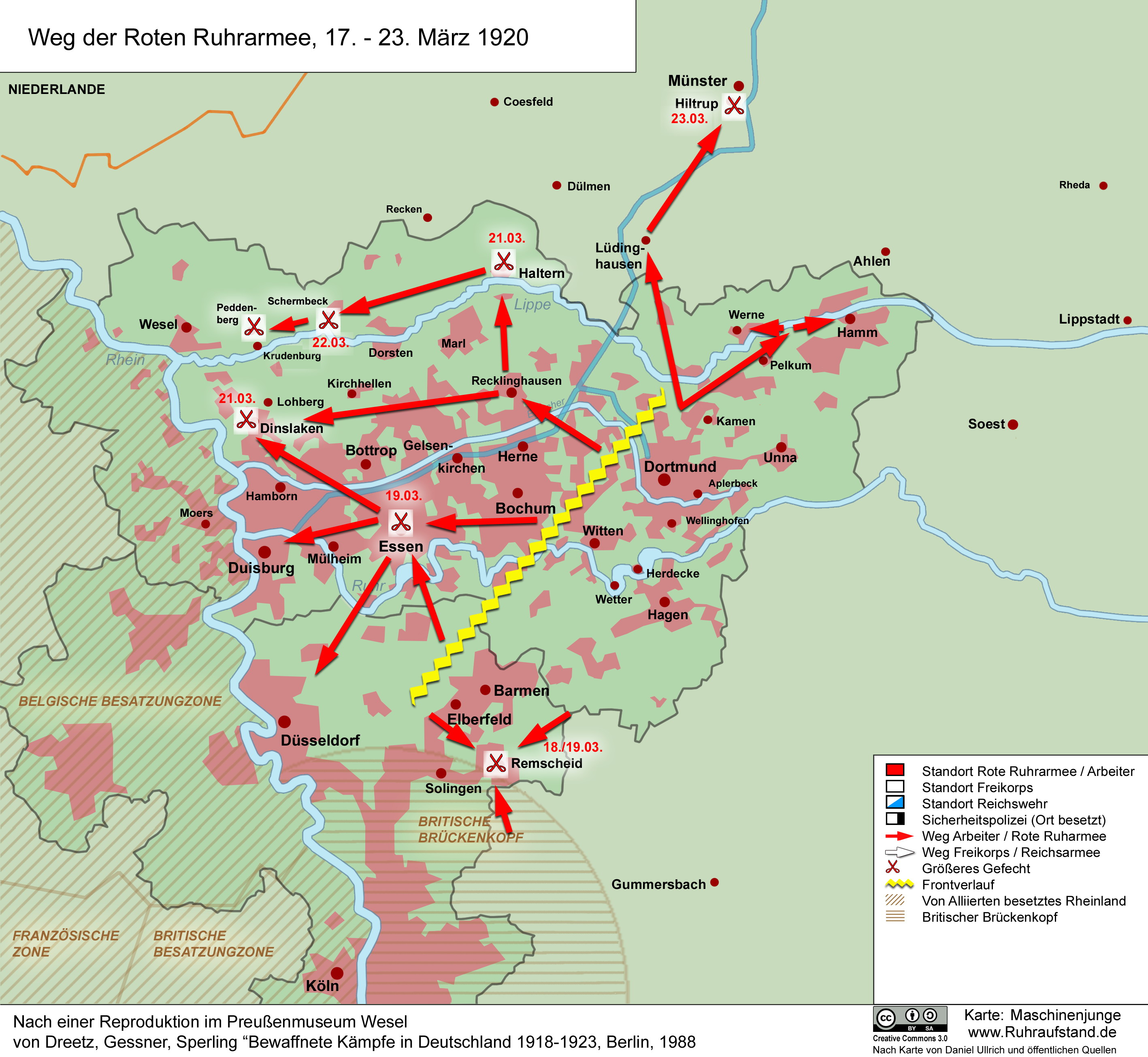
Movimientos del Ejército Rojo entre el 17 y el 23 de marzo (en alemán)

El 17 de marzo de 1920, unidades de la vanguardia del Ejército Rojo atacaron a un grupo de Freikorps cuyo mando correspondía al capitán Hasenclever, quien apoyaba al nuevo gobierno de Kapp. El Ejército Rojo hizo 600 prisioneros y logró ocupar Dortmund. Varios días después, el 20 de marzo, se formó un Consejo central que aglutinaba a todos los consejos de obreros, que ya se habían hecho con el poder en numerosas zonas del Ruhr; incluso se abrió una delegación en Copenhague. La fortaleza Wesel fue atacada el 24 de marzo.
El gobierno lanzó un ultimátum entre el 30 de marzo y el 2 de abril para que los trabajadores finalizaran la huelga y la insurrección, algo que los consejos obreros no contemplaban. El intento de resolver el conflicto por medio de negociaciones finalmente fracasó, en gran medida por las acciones arbitrarias del comandante militar de la región y el VI Ejército, el teniente general Oskar von Watter. El fracaso de las negociaciones tiene como resultado un nuevo llamamiento a la huelga general. Esta es seguida por más de 300 000 mineros (el 75% de la fuerza laboral). Esta nueva revuelta hace caer a Dusseldorf y Elberfeld en manos de los trabajadores. En los primeros días de abril toda la región del Ruhr estaba en manos de los obreros.

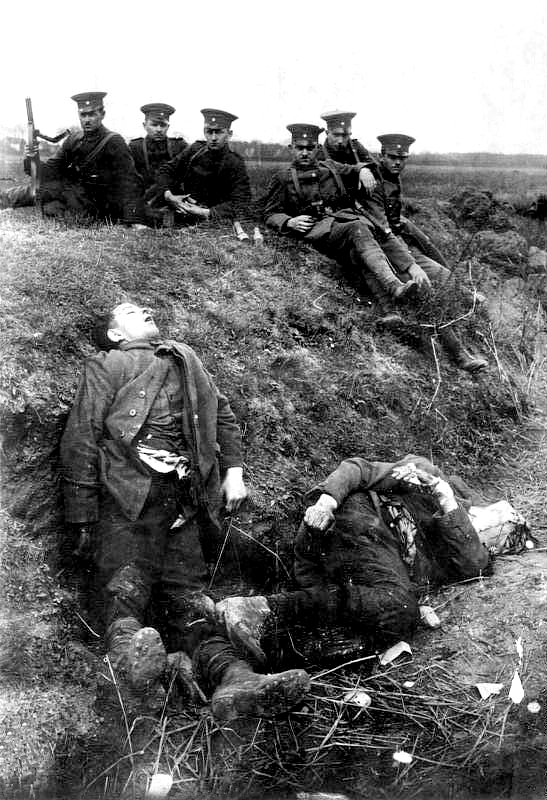
Soldados del Reichswehr posan junto a miembros tiroteados del Ejército Rojo del Ruhr

Los insurgentes implicados y enrolados en el Ejército Rojo a menudo eran veteranos de la Primera Guerra Mundial. Operaban en pequeños grupos, cuyo transporte más habitual eran las bicicletas. La fortaleza Wesel fue sitiada, pero es aquí donde el Ejército Rojo del Ruhr sufriría su primera derrota. La estructura de este ejército estaba formada a partir de las exigencias y posiciones políticas de los heterogéneos consejos obreros y sujeta a frecuentes cambios por los trabajadores. El USPD dominaba la zona este del Ruhr, pero, aunque organizado y armado desde un principio, no apoyó la continuación de las operaciones armadas ni la sublevación general contra el gobierno central. En cambio si continuó la rebelión en la zona occidental, donde dominaban los sindicalistas, despertando muchas simpatías.

### Represión
En los últimos días de marzo, soldados del Reichswehr y Freikorps empezaron a marchar sobre el Ruhr para sofocar el levantamiento. Irónicamente, numerosas unidades que ahora marchaban en nombre del gobierno contra los trabajadores del Ruhr, habían participado en el golpe de Estado de Kapp para derrocarlo, como la Brigada de Loewenfeld o el Freikorps Aulock.
El 31 de marzo comienzan los primeros tiroteos entre el Reichswehr y los insurgentes. El 1 de abril, alrededor del mediodía, varias secciones del Cuerpo Epp se enfrentan contra el Ejército Rojo en una sangrienta batalla en Pelkum. El día 2 las fuerzas del gobierno en Pelkum avanzan hacia el oeste. En los primeros días de abril, murieron entre 150 y 300 obreros. Según avanzaban las tropas gubernamentales, se iba desarmando a los obreros, se producían detenciones en masa y se ejecutaba a numerosos trabajadores por condena de tribunales militares sumarios. El 6 de abril las tropas entran en Dortmund. El 3 abril, el presidente socialdemócrata Friedrich Ebert prohíbe a los tribunales estatales nuevas ejecuciones pero estas órdenes sólo empiezan a ser cumplidas por los soldados a partir del día 12, cuando el general von Watter las declara "conductas ilegales". Finalmente el Reichswerh se detuvo porque los británicos avisaron a Alemania de que la ocupación militar de la región de Bergischen violaba el Tratado de Versalles.

## Memoria

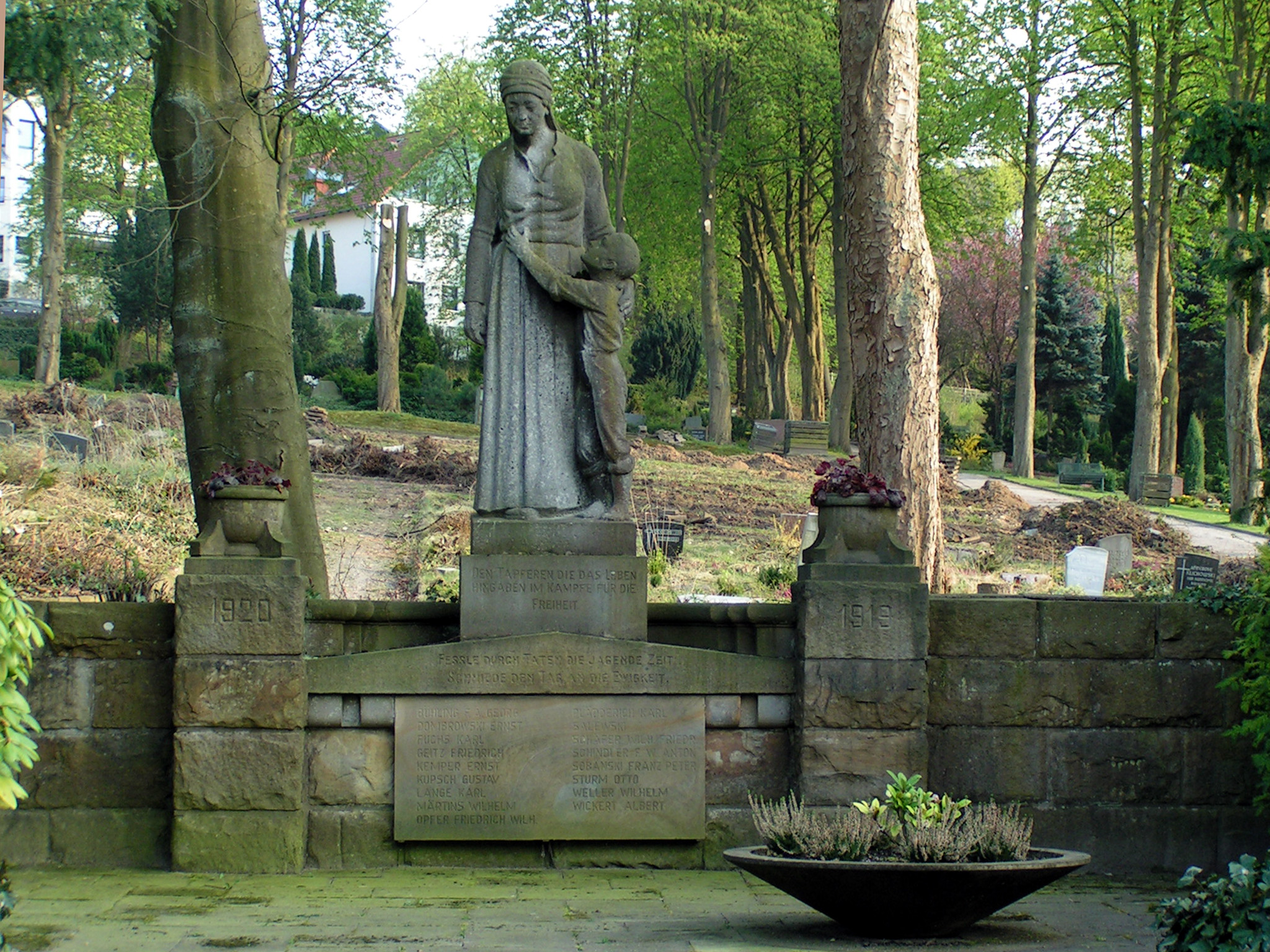
Monumento a los obreros sublevados en el Ruhr en 1920 en Hagen

Miles de personas perdieron la vida en los combates y a menudo los combatientes obreros fueron enterrados en fosas comunes. Fueron muchos los memoriales construidos entre 1920 y 1930 pero tras el ascenso al poder en 1933 de Adolf Hitler muchos fueron destruidos, destacando los que honraban la memoria de los combatientes del Ejército Rojo.
Hoy en día se siguen haciendo actos y conmemoraciones anualmente en lugares como Bochum-Werne, Herne o Wuppertal.
La lista siguiente es un recopilatorio de tumbas, memoriales o placas conmemorativas diseminadas por el Ruhr y la zona industrial del Rin-Westfalia:
- Memorial en el cementerio Wiescherstraße de Herne
- Monumento en recuerdo a las víctimas en Bochum-Laer
- Memorial a las víctimas en el cementerio de Bochum-Werne
- Placas conmemorativas de los años 30 y 1980 en la calle Steeler Straße de Essen
- Placa conmemorativa en Südwestfriedhof Essen
- Tumba y monumento en honor a los caídos en Haltern
- Tumba de honor en el Gelsenkirchen Südfriedhof
- Tumba de honor en el cementerio de Oberhausen
- Tumba en el cementerio Bottrop-Kirchhellen
- Monumento a los trabajadores del Ejército Rojo asesinados en Dortmund
- Tumba de Honor en el cementerio de Dinslaken
- Piedra conmemorativa en una fosa común en Hunxe-Bruckhausen
- Tumba de Honor en el cementerio de Duisburg-Walsum
- Estatua de Honor en Hagen

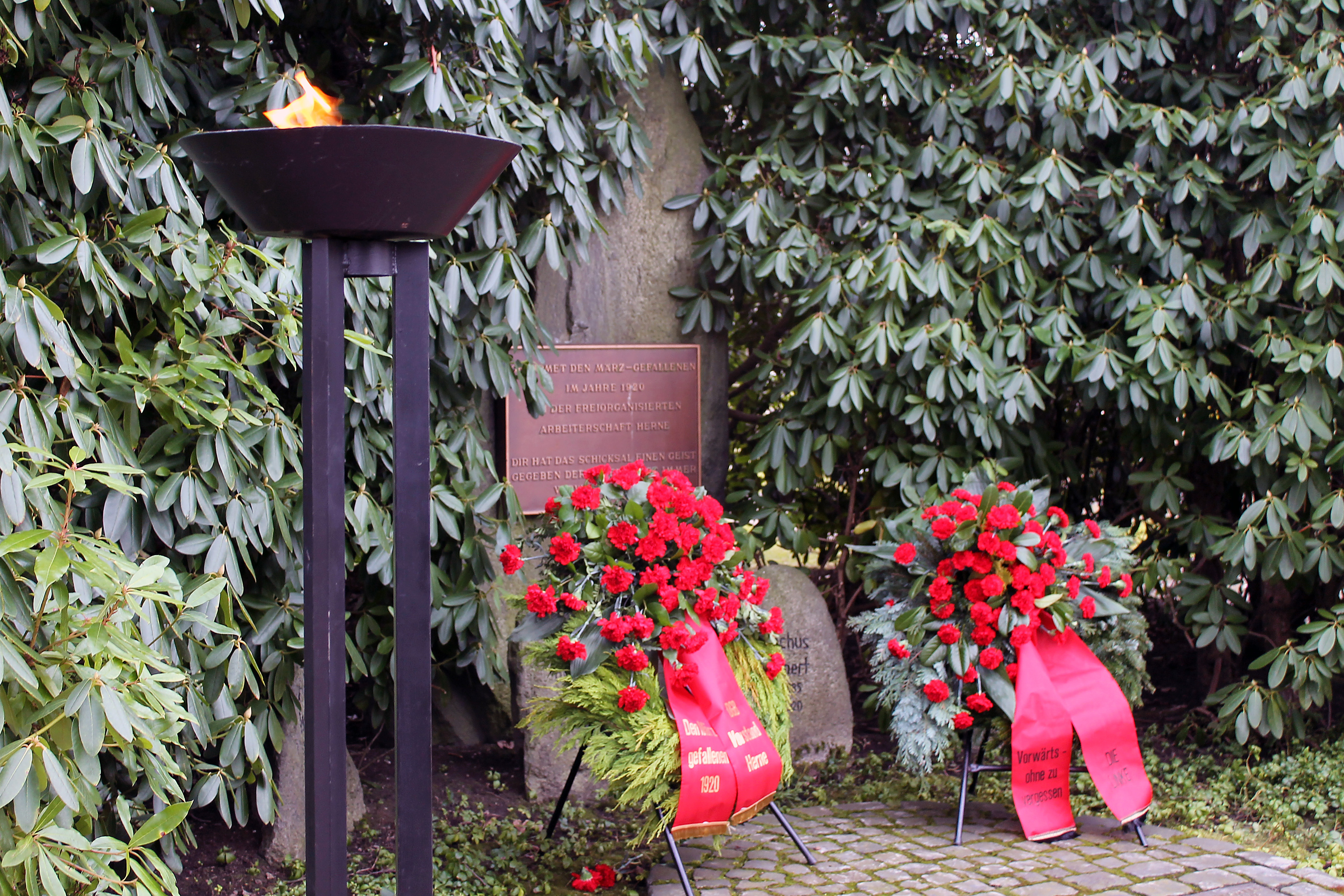
Monumento a las víctimas habidas durante la huelga general convocada a raíz del Kapp-Putsch

- Placa en la estación Wetter de ferrocarriles (en el Ruhr) en honor a las batallas que allí tuvieron lugar
- Tumba honoraria en Witten-Bommern
- Tumba de Honor en el cementerio Hamm Pelkum
- Tumba de Honor en el cementerio Hamm Wiescherhöfen
- Tumba de Honor con la estatua en el cementerio Bergkamen
- Placa en Hamm-Pelkum, lugar de algunos combates
- Monumento en memoria de dos fosas comunes en Olfen-Eversum

También existen monumentos y memoriales en honor a militares, policías o Freikorps, la mayoría construidos durante el dominio nazi en Alemania:
- Memorial en Essen en honor a los Frikorps, soldados del Reichswehr y policías que combatieron o murieron
- Memorial de los policías heridos o caídos en combate
- Memorial en honor al grupo Freikorps Loewenfeld en el cementerio Bottrop-Kirchellen